# Kommerskollegium
Le Kommerskollegium est l'autorité suédoise en matière de commerce extérieur, de marché intérieur et de politique commerciale. Ses tâches comprennent des enquêtes, des avis et des propositions sur des questions traitées par l'UE, l'OMC, l'OCDE, la CNUCED, la CEE et des organisations internationales similaires. Le Kommerskollegium s'efforce de réduire et de prévenir les barrières commerciales, d'analyser l'évolution du commerce, de fournir aux représentants de la Suède des analyses et des informations sur la prise de décision avant, pendant et après les négociations commerciales, et de faciliter la participation au commerce international des entreprises des pays en développement.
Le Kommerskollegium est chargé de superviser les chambres de commerce suédoises. 

## Historique
Le Kommerskollegium a été créé en 1651 comme une émanation du Kammarkollegiet et était chargé des questions relatives au commerce, à l'industrie et à la navigation. Une autorité spéciale chargée des questions commerciales a été fondée dès 1637, mais elle est restée vacante pendant la majeure partie de son existence, de 1644 à 1651. À l'exception d'une courte période pendant une épidémie de peste, le Kommerskollegium a toujours été situé à Stockholm, d'abord dans le palais de la Tre kronor, puis, entre autres, à Riddarholmen. De 1840 à 1900, l'autorité faisait partie du ministère des affaires civiles, de 1900 à 1920 du ministère des Finances, de 1920 à 1982 du ministère du commerce et à partir de 1983 du ministère des Affaires étrangères.
Le Kommerskollegium a été chargé d'un certain nombre de tâches liées de diverses manières au commerce, à l'industrie et aux affaires maritimes. En 1739, le Parlement a créé le « Riksens ständers manufactur contoir » et un « manufaktur-fond » spécial pour soutenir les « manufactures utiles ». Le bureau est fermé en 1766 et ses tâches sont transférées au Collège du commerce et de l'industrie. Au XVIIIe siècle, le Kommerskollegium était également chargé de superviser les filatures, la pêche et l'élevage de moutons.